# Coca-Cola Enterprises
Coca-Cola Enterprises, Inc. (CCE) var en amerikansk multinationell dryckestillverkare som producerade och distribuerade olika produkter som läskedrycker, energidrycker, juicer, vatten, kaffe, te och andra fruktdrycker från olika uppdragsgivare, dock främst från den amerikanska multinationella dryckestillverkaren The Coca-Cola Company. Företaget verkade enbart på dryckesmarknader i västra Europa, där de försåg omkring 170 miljoner konsumenter med drycker. Fram till 2010 hade de även den nordamerikanska dryckesmarknaden men den divisionen förvärvades av The Coca-Cola Company för 15 miljarder amerikanska dollar.
CCE bildades 1986 när The Coca-Cola Company valde knoppa av en del av sin tappningsdivision till att bli ett självständigt och publikt företag. Man fick de första europeiska dryckesrättigheterna 1993. Den 28 maj 2016 fusionerades Coca-Cola Enterprises med tyska Coca-Cola Erfrischungsgetränke och spanska Coca-Cola Iberian Partners och fick namnet Coca-Cola European Partners plc (CCEP). Detta resulterade i att CCEP blev världens största oberoende dryckestillverkare efter omsättning inom Coca-Colasfären.
För 2015 omsatte de mer än sju miljarder dollar och hade en personalstyrka på omkring 11 500 anställda. Huvudkontoret låg i Atlanta i Georgia.